# Obersinn
Obersinn – gmina targowa w Niemczech, w kraju związkowym Bawaria, w rejencji Dolna Frankonia, w regionie Würzburg, w powiecie Main-Spessart, wchodzi w skład wspólnoty administracyjnej Burgsinn. Leży w Spessart, około 32 km na północny zachód od Karlstadt, przy granicy z Hesją, nad rzeką Sinn, przy linii kolejowej Fulda – Würzburg.

## Dzielnice
W skład gminy wchodzą trzy dzielnice: 
- Obersinn
- Burgjoß
- Forst Aura

## Demografia
| Rok  | Liczba mieszk. |
| ---- | -------------- |
| 1970 | 1 278          |
| 1987 | 1 221          |
| 2000 | 1 115          |
| 2005 | 1 063          |

## Osoby urodzone w Obersinn
- Leo Weismantel (1888 - 1964) – pisarz

## Oświata
(na 1999)

W gminie znajduje się 25 miejsc przedszkolnych (z 28 dziećmi) oraz szkoła podstawowa (4 nauczycieli, 97 uczniów).